# Termodinamica dei buchi neri

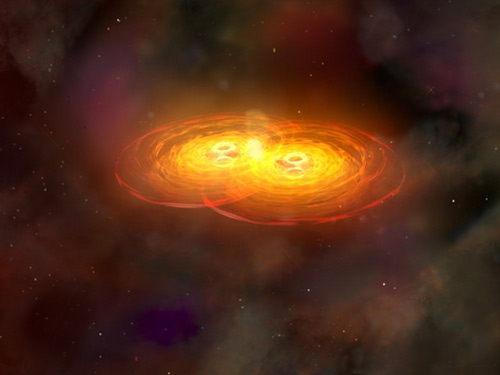
Una rappresentazione artistica della fusione di due buchi neri, un processo nel quale vengono confermate le leggi della termodinamica.

La termodinamica dei buchi neri è l'area di studio che cerca di riconciliare le leggi della termodinamica con l'esistenza dell'orizzonte degli eventi dei buchi neri. Così come lo studio della meccanica statistica della radiazione di corpo nero condusse alla teoria della meccanica quantistica, lo studio della meccanica statistica dei buchi neri ha avuto un profondo impatto sulla comprensione della gravità quantistica, portando alla formulazione del principio olografico.  

## Entropia del buco nero
Se i buchi neri non avessero entropia, sarebbe possibile violare il secondo principio della termodinamica, semplicemente gettando una sostanza con entropia non nulla dentro il buco nero. Una volta superato l'orizzonte degli eventi, infatti, tutte le informazioni sulla sostanza (a parte la sua massa, per il teorema no-hair) diventano inaccessibili. Occorre quindi ammettere che i buchi neri abbiano un'entropia, che nel nostro esempio deve aumentare per compensare quella dell'oggetto inghiottito.
Partendo da teoremi dimostrati da Stephen Hawking, Jacob Bekenstein congetturò che l'entropia del buco nero fosse proporzionale all'area del suo orizzonte degli eventi diviso per l'area di Planck. Più tardi, Hawking mostrò che i buchi neri emettono radiazione termica corrispondente a una certa temperatura (temperatura di Hawking). Usando la relazione della termodinamica tra energia, temperatura ed entropia, Hawking confermò la congettura di Bekenstein, fissando la costante di proporzionalità a 1/4:
{\displaystyle S_{BH}={\frac {k_{B}A}{4\ell _{\mathrm {P} }^{2}}}}
dove {\displaystyle A=4\pi R^{2}} è l'area dell'orizzonte degli eventi, {\displaystyle k_{B}} è la costante di Boltzmann, e {\displaystyle \ell _{\mathrm {P} }={\sqrt {G\hbar /c^{3}}}} è la lunghezza di Planck. Oggi la grandezza così definita è chiamata entropia di Bekenstein-Hawking. Questa è anche l'entropia massima che può essere confinata in un volume di spazio che contiene una data quantità di energia ("limite di Bekenstein").
Certe teorie di gravità quantistica predicono correzioni alla formula dell'entropia. 

## Le leggi della termodinamica dei buchi neri
Esistono quattro 'leggi della termodinamica dei buchi neri, analoghe alle leggi della termodinamica classica, scoperte da Brandon Carter, Stephen Hawking e James Bardeen.
Nel seguito, le grandezze fisiche sono espresse in unità geometrizzate.

### Legge zero
L'orizzonte degli eventi di un buco nero stazionario ha una gravità di superficie costante.
La legge zero è analoga al principio zero della termodinamica, che asserisce che un corpo in equilibrio termico ha temperatura uniforme. Essa suggerisce che la gravità di superficie, in questo contesto, sia analoga alla temperatura.

### Prima legge
{\displaystyle \operatorname {d} \!M={\frac {\kappa }{8\pi G}}\,\operatorname {d} \!A+\Omega \,\operatorname {d} \!J+\Phi \,\operatorname {d} \!Q,}
dove {\displaystyle M} è la massa, {\displaystyle \kappa } è la gravità di superficie, {\displaystyle A} è l'area dell'orizzonte, {\displaystyle \Omega } è la velocità angolare, {\displaystyle J} è il momento angolare, {\displaystyle \Phi } è il potenziale elettrostatico e {\displaystyle Q} è la carica elettrica.
Il primo membro, dM, è il cambiamento di massa/energia, ed è uguale alla somma delle variazioni dovute a diversi effetti, contenuti nel secondo membro. Il primo addendo può avere un'interpretazione classica, anche se non evidente, come vedremo a breve; il secondo è dovuto alla rotazione e il terzo all'eventuale carica elettrica.
La legge si può considerare analoga al primo principio della termodinamica, formulato come
{\displaystyle dE=TdS+dW}
dove E è l'energia, T la temperatura, S l'entropia e W il lavoro svolto dal sistema. In effetti, se un oggetto in rotazione ed elettricamente carico varia il suo momento angolare e la sua carica, compie un lavoro
{\displaystyle dW=\Omega \,dJ+\Phi \,dQ,}.
Il termine in {\displaystyle \kappa dA} risulta quindi analogo a {\displaystyle TdS}. Ciò è in accordo con l'interpretazione della legge zero, secondo cui  {\displaystyle \kappa } è analoga a {\displaystyle T}. Inoltre, come si è visto in precedenza,  {\displaystyle S_{BH}\propto A}.

### Seconda legge
La somma dell'entropia {\displaystyle S_{BH}} e di quella ordinaria fuori dall'orizzonte degli eventi non può mai diminuire. Tipicamente, piuttosto, l'entropia totale aumenta a seguito di una generica trasformazione.
Il secondo principio della termodinamica afferma che l'entropia di un sistema chiuso non può mai diminuire. Se il sistema comprende un buco nero, occorre includere la sua entropia nel calcolo di quella totale, altrimenti - come si è visto in precedenza - si avrebbe una palese violazione del principio.
L'aumento dell'entropia del buco nero corrisponde ad un aumento dell'area dell'orizzonte degli eventi: generalmente, quindi, si ha
{\displaystyle \operatorname {d} \!A\geq 0}.

### Terza legge
Non è possibile formare un buco nero con una gravità di superficie nulla.
La legge è analoga al terzo principio della termodinamica, che stabilisce l'impossibilità di raggiungere la temperatura dello zero assoluto in un processo fisico.